# 210 (число)
210 (две́сти де́сять) — натуральное число между 209 и 211.
- 210 день в году — 29 июля (в високосный год 28 июля)[значимость факта?].

## В математике
- 210 — избыточное, злое, практическое[англ.], неприкосновенное и свободное от квадратов число[1].
- Праймориал, произведение первых четырёх простых чисел (2 × 3 × 5 × 7 = 210) ↓30, ↑2310 [1][2]
- 20-е треугольное число. ↓190, ↑231 , также является пятиугольным числом ↓176, ↑247 , это первое (за исключением тривиальной единицы) число обладающее обоими этими свойствами ↓1, ↑40755  [3][4].
- 210 — наименьшее число, которое можно представить в виде суммы двух простых чисел 19-ю различными способами, с точностью до порядка слагаемых (11+199, 13+197, 17+193, 19+191, 29+181, 31+179, 37+173, 43+167, 47+163, 53+157, 59+151, 61+149, 71+139, 73+137, 79+131, 83+127, 97+113, 101+109, 103+107). Оно же является наименьшим числом, для которого существует по крайней мере 15 таких способов ↓180, ↑300 . Известно, что число различных представлений числа n в виде суммы двух простых чисел не превосходит числа простых чисел в интервале [n / 2, n-2][5]. 210 является самым большим числом, для которого достигается верхний предел данного свойства[6].
- Существует 35 свободных гексамино (полимино, состоящих из 6 квадратов), которые в общей сложности покрывают 6·35 = 210 единичных квадратов.
- 210 — минимальная площадь треугольников, стороны которых равны примитивным пифагоровым тройкам (а именно: 20, 21, 29 и 12, 35, 37)[1].